# David com a cabeça de Golias (Caravaggio, Roma)
David com a cabeça de Golias é uma pintura do artista barroco italiano Caravaggio. Está alojada na Galleria Borghese, Roma. A pintura, que estava na coleção do Cardeal Scipione Caffarelli-Borghese em 1650, já foi datada de 1605 e até de 1609-1610, com os estudiosos mais recentes tendendo para a primeira.
Caravaggio também tratou deste assunto em uma obra datada de cerca de 1607 no Museu de História da Arte em Viena, e em uma das primeiras obras datada de cerca de 1600 no Museu do Prado em Madrid.
A inspiração imediata para Caravaggio foi uma obra de um seguidor de Giorgione, mas Caravaggio captura o drama de forma mais eficaz ao ter a cabeça pendurada na mão de David e pingando sangue, em vez de repousar sobre uma saliência. A espada na mão de David traz uma inscrição abreviada H-AS OS; isso foi interpretado como uma abreviatura da frase latina humilitas occidit superbiam ("a humildade mata o orgulho").